# ブルーノ・バウアー

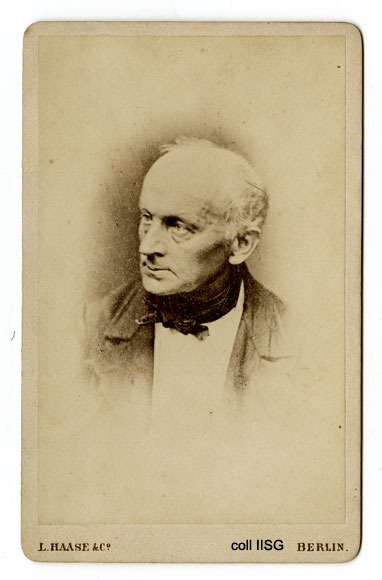
ブルーノ・バウアー

ブルーノ・バウアー（Bruno Bauer 1809年9月6日 - 1882年4月13日）は、ドイツ出身の神学者・哲学者・歴史学者。青年ヘーゲル派（ヘーゲル左派）の代表的な存在である。無神論に基づくキリスト教・ユダヤ教などへの宗教批判など、その鋭い視点から多くの著作を表し、青年ヘーゲル派の主導的役割を果たした。若きカール・マルクスもバウアーの影響下でヘーゲル哲学を学んだ。唯一者の思想を展開したマックス・シュティルナーとの関係、そして無神論的な思想、国家と宗教の分離(政教分離)、ヨーロッパ世界の崩壊の予言は、フリードリヒ・ニーチェの思想へつながるものを思わせる。なお、弟のエトガー・バウアーも青年ヘーゲル派を代表する思想家である。

## ヘーゲル学徒

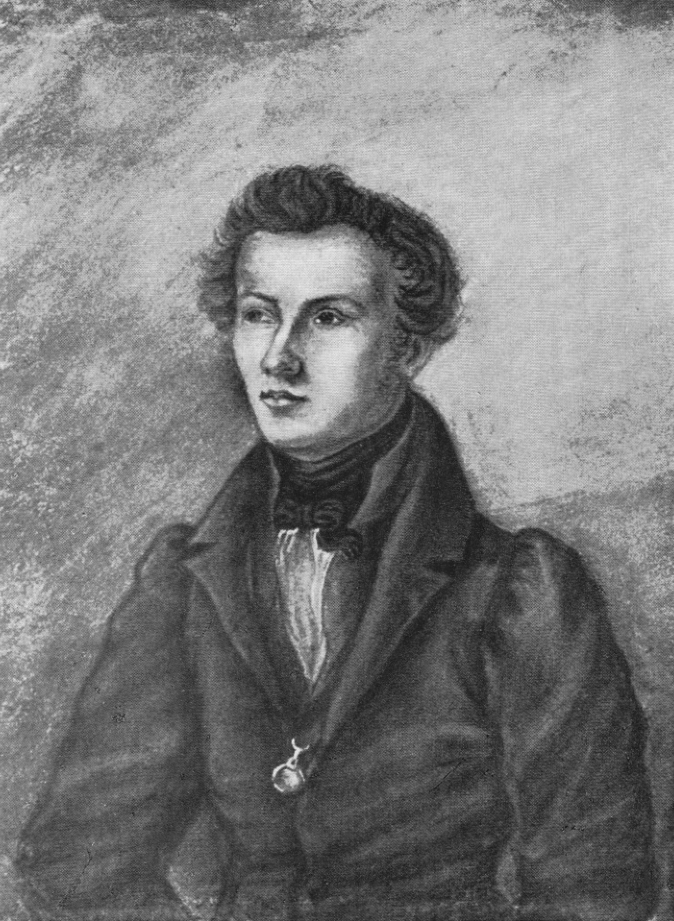
ブルーノ・バウアー

バウアーは、ザクセンで陶磁器の彩色職人の長男として生まれた。彼は、聖職者として身を立てるように嘱望され、ベルリン大学へ進学。当時、ドイツ中でブームを巻き起こしていた大哲学者ヘーゲルの講義を聞く。弱冠20歳にしてカントの美学論に関する論文を執筆。ヘーゲルに絶賛される。ヘーゲルが1831年に死去したが、1834年には学位取得と同時に、神学部で講師として教壇に立つ。この頃は、「忠実なヘーゲル学徒（つまり老ヘーゲル派）」として、ヘーゲル哲学について講じたり、マールハイネッケらとともにヘーゲルの宗教哲学の編纂に従事したりしていた。1839年にはボン大学へ移籍。私講師として講義した。

## ヘーゲル左派：無神論からの宗教批判

### キリスト教批判

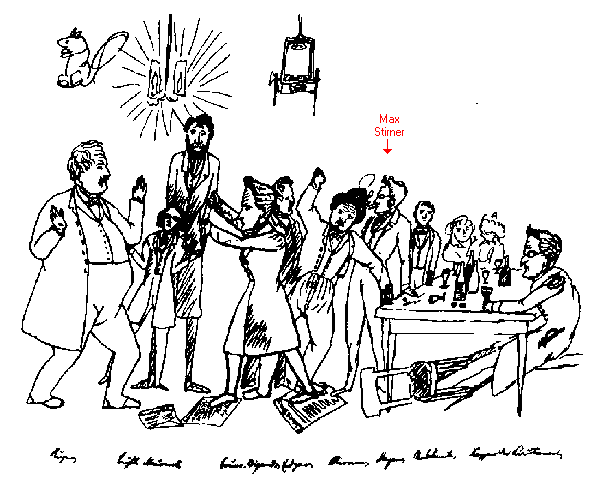
エンゲルスによる風刺画
アーノルド・ルーゲ(左端)に両手を挙げて反駁している人物がブルーノ（左から4人目）

1841年、バウアーは著作『無神論者・反キリスト教徒ヘーゲルに対する最後の審判ラッパ』で神への信仰は普遍的自己意識の獲得を阻害するとして批判し、また神聖同盟下のドイツにおける教会と国家の結合を批判した。しかし、プロイセン王国政府の検閲によってバウアーは1842年春にボン大学講師職を剥奪された。
無神論的な立場を表明したバウアーは、ベルリンのヘーゲル左派らで構成されたグループ「フライエン」の代表的な人物となり、フォイエルバッハやシュティルナーなどと当時の国家・政治・宗教について語り合った。
同1842年には「共観福音史家とヨハネの福音史批判」を発表。この頃からヘーゲル右派から決別、ヘーゲル左派へと立場を変える。この書の内容は、同じヘーゲル左派ダーウィト・シュトラウス「イエスの生涯」（1835年）の福音書を「神話」であるとする立場をさらに進め、キリスト教の福音書の内容を共観福音史家（つまりマタイ・マルコ・ルカ）による自己意識（あるいはヘーゲルでいう「主体的精神」）による「創作」であるとした。つまり、バウアーはシュトラウスの立場より、キリスト教をさらに人間主体の産物であると主張した。
1843年の『暴かれたキリスト教』でバウアーは、神への拝跪による思考喪失を批判して、キリスト教からの人間の解放を主張し、発禁処分となった。同年、社会主義者で無神論者のヴィルヘルム・マルが『暴かれたキリスト教』の縮約版を刊行した。後年マルは反ユダヤ主義を意味する「反セム主義（Antisemitismus）」を造語した。
ローマ教会を批判してドイツ・カトリック運動を起こしたシレジアの司祭ヨハネス・ロンゲ(Johannes Ronge)をドイツ市民は理性を救う者として歓迎したが、バウアーは理性は自由な聖書解釈を行うとしてドイツ・カトリック運動を批判した。
またバウアーはプロテスタントの自由ゲマインデ運動についても、領邦教会制度を批判せずに「愛と真理」といった空言を繰り返すだけで、ドイツ・カトリック運動と同じく聖書の自由研究を許していないと批判した。
バウアーは1850年代にも福音書や使徒行伝、パウロ書簡などを批判する本を出版した

### ユダヤ教・ユダヤ人批判
『暴かれたキリスト教』を発表した同年1843年の『ユダヤ人問題』でバウアーは、ユダヤ人への圧迫の原因はユダヤ教の偏狭な民族精神にあり、律法の命じる愚かしい儀礼がユダヤ人を歴史の運動の外におき、他の諸民族から切り離したとして、ユダヤ教徒が「空想上の民族性」にしがみつこうとする限り、ユダヤ教徒の解放はありえないし、それはキリスト教が自分の特権を保持しようとする限り解放されないのと同じだと批判した。
またユダヤ人は市民社会の隙間に巣くい、不安定要素から暴利をむさぼり、普遍的人権を受け入れないし、ユダヤ人は金融でも政治でも一大権力をほしいままにしているとした。バウアーはすべての人間が宗教から解放されなけれならないのに、ユダヤ人だけを解放の対象とみなすことに反意を表明して、ユダヤ人解放論へ反論した。バルニコルは、バウアーの『ユダヤ人問題』は19世紀の最も知的で鋭い反ユダヤ主義の著作であると評している。
また1843年から1844年にかけてバウアーは傍観者である「大衆」に対して、怠惰で自己満足であり「精神の敵」であると批判した。

## ヘス批判
バウアーはモーゼス・ヘスたちの社会主義についても「凡庸な宗教」として、社会主義者はすでにある労働者組織に追随しているだけだと批判した。

## 1848年革命批判、反ユダヤ主義の深化
シュティルナーはヘーゲルのいう絶対精神を自我の所有するものと捉え、唯一者としての自我の哲学を展開した。それに対してバウアーは、ヘーゲルのいう絶対精神は「普遍的自己意識」であるとして、その獲得を主張したが、キリスト教がその障害になると捉え、国家と宗教の分離（政教分離)を主張した。
時代は反体制運動が声高に叫ばれ、1848年にドイツ三月革命が起きたとき、バウアーは、この普遍的自己意識の実体化にこだわり、中途半端な普遍的自己意識のままで反体制運動に参加している人間を「大衆」と呼び、これを痛烈に批判した。
革命の翌年の1849年に発表した『ドイツ市民革命論』でバウアーは、ドイツ3月革命について市民階級が国王と妥協して労働者を締め出したし、フランクフルト国民議会も旧体制の連邦議会を再生したものにすぎないと批判し、「ドイツ市民」を思考喪失者として批判した。
また、1848年ドイツ革命ではフランクフルト国民議会副議長リーサ−、治安委員会議長フェッシュホーフ、ジーモン議員、ヤコービ議員などユダヤ人政治家が活躍した。バウアーによれば、フェッシュホーフは皇帝位に代わって立ち、キリスト教を冗談とみなし、ウィーンをタルムードの占領権によって所有し、ジーモンを革命代表者とする顕彰運動のドイツ民族は代表者を生み出せず、歴史の目印をドイツ人はユダヤ人に借りなければならないという主張は厚かましいと批判した。バウアーは「革命は新しいものはなにも生み出さない。少なくとも、その怒りの爆発の瞬間には。それは、古い血の沸騰、歴史の下層の堆積物の露出、新しい時代のなかへの古代の闖入にすぎない」と革命思想を批判し、ユダヤ人が革命に期待しているのは自分の古代、自分自身だけであるとした。これ以降、反ユダヤ主義思想を鮮明にしていった。
バウアーはユダヤ的なあり方（Judentum）は単に宗教的教会だけでなく、人種的性質でもあるとし、ユダヤ人は扁平足で下半身はニグロ同様弱いのでしっかり立てず、分厚い皮膚と炎症性の血液からユダヤ人は「白いニグロ」といえるが、黒人の頑強さにも欠けており、「われわれは、ドイツの労苦とドイツの血でもって築かれているドイツ国家のなかのドイツ人にすぎない。そして、われわれはドイツ国家の名前を、世界の最も不良化した者たちの更生施設として貸すつもりは絶対にない」と主張した。バウアーによれば、ユダヤ的なあり方（Judentum）とは「現代の世界威力」「キリスト教世界の均一化」「一党派の手中にある議会の決定」を指し、キリスト教徒の政治家がその代表とされた。

## 後期
このころには、ヘーゲル左派は事実上消滅し、バウアーは政治的・歴史的著作活動を活発にする。ヘルマン・ヴァーグナーの「国家・社会辞典」の編纂に協力、「ロシアとゲルマン」（1853年）、「ロシアとイギリス」（1854年）などを執筆。
1853年の『ロシアとゲルマン』でバウアーは、1848年革命以後、フランスは立憲主義から帝政主義へ変化し、帝政ロシアと対立し、ドイツは統一に失敗して分立しており、ヨーロッパは分裂と対立の時代となったとし、また、イギリスのユダヤ人首相ディズレーリ、フランスのユダヤ人銀行家フルドなどヨーロッパはユダヤ人に支配されており、ヨーロッパ諸民族の精神的宇宙は奈落に沈没したと論じた。
1863年、バウアーは『異郷のユダヤ』で、ユダヤ人によるドイツの支配は「人道主義的に軟化した瞬間に我々がユダヤ教徒を同等なものとして取り扱った」ことにあり、キリスト教徒にその責任があるとした。「我々がユダヤ人に対して自らを防衛しなければならないことの責任は、我々のみに、とりわけ我々ドイツ人にある。ユダヤ人が一時的に手に入れた勝利は、彼らが闘い取ったものではなく、我々が彼らにプレゼントしたものなのだ。彼らではなく、我々こそが現代にそのユダヤ的性格を刻印したのだ」と述べ、しかし「我々の責任であるがゆえに、我々はまだ負けてはいない」と述べた。
『キリストと皇帝たち』(1877年)では、キリスト教はローマ帝政期のストア哲学の精神からユダヤ教を骨格として誕生したものとし、現代を紀元後1-2世紀のローマ帝政期にユダヤ人の寵臣がアウグストゥス、ティベリウス、カリグラ皇帝を取り巻き、ユダヤ教が勝利を誇っていた時代と重ね合わせた。
晩年には、「ビスマルク時代に関する手引き」などを著し、ヨーロッパ世界の崩壊という認識を示した。『ディズレーリのロマン主義的帝国主義とビスマルクの社会主義的帝国主義』などでビスマルクやディズレーリを論じ、反ユダヤ雑誌の創刊にも関わった。

## 影響：近代ドイツ思想の水脈
バウアーは、初期マルクスの思想的先行者であると同時に、ヘーゲル左派ではもっとも近い立場にあり、後に孤独死したシュティルナーの遺骸を引き取り埋葬しており、また、世間から無視された孤独な頃のニーチェへの数少ない注目者でもあった。つまり、マルクス、シュティルナー、ニーチェという近代ドイツの思想の交差の深源の消息を示している。

## 主要著作
- Die evangelische Landeskirche Preußens und die Wissenschaft 1840.
- Kritik der evangelischen Geschichte des Johannes. Schünemann, Bremen 1840 Digitalisat.
- Kritik der evangelischen Geschichte der Synoptiker Leipzig 1841–1842, 3 Bände.
- Die Posaune des Jüngsten Gerichts über Hegel den Atheisten und Antichristen. Ein Ultimatum Leipzig 1841 – Digitalisat.（『無神論者・反キリスト教徒ヘーゲルに対する最後の審判ラッパ』ヘーゲル左派論叢4、御茶の水書房、1987）
- Hegels Lehre von der Religion und Kunst von dem Standpuncte des Glaubens beurtheilt. Otto Wigand, Leipzig 1842 Digitalisat.
- Die gute Sache der Freiheit und meine eigne Angelegenheit. Verlag des literarischen Comptoirs, Zürich und Winterthur 1842 Digitalisat.
- Das entdeckte und das unentdeckte Christenthum in Zürich und ein Traum. Eine Bagatelle. Auszüge aus der in Zürich confiscierten Bauer’schen Schrift enthaltend und dem christlichen Dr. Bluntschli gewidmet vom Antichrist. Druck und Verlag von Jenni, Sohn, Bern 1843.（『暴かれたキリスト教』）
- Die Judenfrage. Friedrich Otto, Braunschweig 1843 Digitalisat.（「ユダヤ人問題」 (ヘーゲル左派論叢 3)  篠原敏昭訳、良知力, 広松渉 (編)、御茶の水書房、1986/9）
- Geschichte der Politik, Cultur und Aufklärung des achtzehnten Jahrhunderts. 2 Bände, Verlag von Egbert Bauer, Charlottenburg 1843–1845.
- Allgemeine Litteraturzeitung, Verlag von Egbert Bauer, Charlottenburg, (Dez. 1843 – Okt. 1844) Streit der Kritik mit den modernen Gegensätzen. Mit Beiträgen von Bruno Bauer, Edgar Bauer, Ernst Jungnitz, Szelige u. a. Enthält: allgemeine Literatur – Zeitung. Monatsschrift. Herausgegeben von Bruno Bauer. Jahrgang 1843/44 Heft 1 – 12 Digitalisat.
- Briefwechsel zwischen Bruno Bauer und Edgar Bauer während der Jahre 1839–1842. Egbert Bauer, Charlottenburg 1844 Digitalisat.
- Egbert Bauer, Bruno Bauer: Charlottenburger Demokratenjagd. Schreckenscenen in Charlottenburg oder die Abschlachtung der Demokraten am Sonntag den 20. August. Ferdinand Reichardt & Co., Berlin 1849.
- Die bürgerliche Revolution in Deutschland seit dem Anfang der deutsch-katholischen Bewegung bis zur Gegenwart (Berlin 1849) – Digitalisat.（『ドイツ市民革命 - ドイツ・カトリック運動の開始から現在まで』）
- Die Aufklärungen der Nationalzeitung über Bruno Bauer. Egbert Bauer, Charlottenburg 1853[11]
- Der Untergang des Frankfurter Parlaments. Geschichte der deutschen constituirenden Nationalversammlung. Friedrich Gerhard, Berlin 1849 Digitalisat.
- Kritik der Evangelien und Geschichte ihres Ursprungs Berlin 1850–1852, 4 Bände. – Digitalisat, Band 2, Digitalisat, Band 3.
- Russland und das Germanenthum. 2 Bände, Egbert Bauer, Charlottenburg 1853 Band 1 Digitalisat Band 2 Digitalisat.（『ロシアとゲルマン』）
- Rußland und England. Egbert Bauer, Charlottenburg 1854 Digitalisat.
- Aberdeen. Egbert Bauer, Charlottenburg 1854 Digitalisat.
- Das Judenthum in der Fremde. F. Heinicke, Berlin 1863 Digitalisat.（『異郷のユダヤ』）
- Philo, Strauß, Renan und das Urchristentum. Hempel, Berlin 1874.
- Christus und die Cäsaren. Der Ursprung des Christentums aus dem römischen Griechentum. Grosser, Berlin 1877.（『キリストと皇帝たち』）
- Das Urevangelium und die Gegner der Schrift „Christus und die Cäsaren“. Grosser, Berlin 1880.
- Einfluß des englischen Quäkertums auf die deutsche Kultur und auf das englisch-russische Projekt einer Weltkirche. Berlin 1878.
- Zur Orientierung über die Bismarcksche Ära. Schmeitzner, Chemnitz 1880.（『ビスマルク時代のへの入門』)
- Disraelis romantischer und Bismarcks sozialistischer Imperialismus. Schmeitzner, Chemnitz 1882.（『ディズレーリのロマン主義的帝国主義とビスマルクの社会主義的帝国主義』）

没後出版：
- Ernst Barnikol (Hrsg.): Das entdeckte Christentum im Vormärz. Bruno Bauers Kampf gegen Religion und Christentum und Erstausgabe seiner Kampfschrift. Diederichs, Jena 1927.
- Richard Laufner, Karl-Ludwig König: Bruno Bauer, Karl Marx und Trier. Ein unbekannter Brief von Bruno Bauer an Karl Marx und radikale Vormärzliteratur in der Stadtbibliothek Trier (= Schriften aus dem Karl-Marx-Haus. Heft 20). Trier 1978.
- Feldzüge der reinen Kritik. Hrsg. u. Nachw. v. Hans-Martin Sass, Suhrkamp, Frankfurt am Main 1968, enthält neun Artikel Bruno Bauers aus seiner Periode der „Reinen Kritik“ sowie Kommentar und Literaturhinweise.
- Heinz Pepperle, Ingrid Pepperle (Hrsg.): Die Hegelische Linke. Philipp Reclam jun., Leipzig 1985, enthält u. a. Die Posaune des jüngsten Gerichts und sechs weitere Arbeiten Bauers sowie seine Briefe an Karl Marx und Arnold Ruge.

### 日本語訳
- 「ル-トヴィヒ・フォイエルバッハの特性描写」山口祐弘訳：「ドイツ・イデオロギ-内部論争」 (ヘーゲル左派論叢 1) 御茶の水書房、1986
- 「ユダヤ人問題」 (ヘーゲル左派論叢 3)  篠原敏昭訳、良知力, 広松渉 (編)、御茶の水書房、1986/9
- 良知力、広松渉 (編),大庭健、渡辺憲正 (訳), ヘーゲルを裁く最後の審判ラッパ (ヘーゲル左派論叢 4) 御茶の水書房 – 1987/2：
  - 「ヘ-ゲルを裁く最後の審判ラッパ」
  - 「暴かれたキリスト教」
  - 「一八世紀への回顧と一九世紀の危機への一寄与」
- 良知力編『資料ドイツ初期社会主義　義人同盟とヘーゲル左派』平凡社、1974.
  - キリスト教国家と現代(寿福真美訳)
  - 現代のユダヤ教徒とキリスト教徒の自由になりうる能力(川越修訳)
  - 一八四二年-急進的批判の批判(上野卓郎訳)
  - いまやなにが批判の対象であるか(上野卓郎訳)